# ロボコップ3
『ロボコップ3』（RoboCop 3）は、1993年公開のアメリカ合衆国の映画。
映画『ロボコップ2』の続編である。監督はフレッド・デッカー。

## ストーリー
前作で“ロボコップ2”による大失態を犯してしまったオムニ社は、業績回復に躍起になっており、新たにデトロイトで“デルタ・シティ”という都市再開発計画を進めていた。計画進行の為に邪魔になる住人はオムニ社の私設特殊部隊“Rehab（リハッブ）”（Urban Rehabilitators。都市再建警備隊）で強引に追い出し、強制収容所送りにしていた。
市民の安全と自分を製作したオムニ社への絶対忠誠プログラムとの間で板挟みになるロボコップ。そんな中、住居から追い出され教会に逃げ延びていた住民達をリハッブが強引に捕らえようとし、非番で防弾チョッキを未着用であったアン・ルイス巡査は彼らを守る為にリハッブの司令官ポール・マグダゲットの銃撃を受け殉職、ロボコップもまた大きな損傷を受けるが、廃工場に逃げ延びていた住民達で構成された市民反乱軍によって助け出される。
その頃、日本企業“カネミツ・コーポレーション”に買収されたオムニ社では、会社を立て直す為の過酷なノルマ達成、なりふり構わなくなったオムニ社の数々の悪行による良心の呵責、そして理不尽な解雇処分に耐えられなくなり、自殺する社員が後を絶たない状態にあった。そして、カネミツからは、敵に回ったロボコップの対策として、最新鋭のアンドロイドである“オートモ”がデトロイトに送り込まれるのだった。
一方、市民反乱軍の知らせを受け、ロボコップの収容されているアジトに合流したマリー・ラザラス博士は、ロボコップの修理と同時に、市民反乱軍が偶然入手した強化フライトパーツの装着を試みようとする。しかし、ロボコップが単独でマグダゲットの逮捕に向かっている間に、金と引き換えでマグダゲットに寝返ったメンバーの密告によって、アジトの存在が知られてしまい、市民反乱軍は壊滅的ダメージを受けてしまう。組織のリーダーであったバーサも、その戦闘中に息絶えてしまいマリーはリハッブによって囚われの身となってしまった。
完全にデトロイトの支配者も同然となったマグダゲットは、デトロイト市警察にまで住民の強制退去に協力させようとするが、オムニ社やリハッブの暴挙に対し腹に据えかねていた警察長を始めとする警察官達は、警察官としての誇りを守る為にこれを拒否し、警察官の証であるバッジを次々と捨てて警察本部を後にする。もはや手段を選ばなくなったマグダゲットは、警察に捕まったギャング達を戦力として採用。絶望のどん底に陥る市民反乱軍は既に抵抗する気力を失っていたが、元警察官達の呼び掛けによって再起を決意。彼らと共闘して、リハッブとギャングによって構成された連合軍の襲撃に立ち向かう。
その頃 崩壊したアジトに戻っていたロボコップの前に、カネミツの命令を受けていたオートモが姿を現し、ロボコップに襲い掛かる。
ギャング連合軍の猛攻に窮地に陥った元警察官達と市民反乱軍だったが、オートモを撃退して強化フライトパーツを装着したロボコップが飛来し、腕のロケットランチャーでギャング連合軍を一掃した。
解雇され全てを失ったオムニ社CEOがロボコップに「マーフィ」と親しげに話しかけるが、ロボコップは「友達は“マーフィー”と呼ぶ。君達には“ロボコップ”だ」と言い放つのだった。

## 登場人物
ロボコップ
本作の主人公。序盤では「オムニ社の関係者たちに絶対盾つかないこと」とプログラムされていた。
ニコ
コンピューターに強い少女。警備メカのインターフェースコネクターに接続すると、プログラマーに忠実になるように書き換えられるくらい腕がいい。
ポール・マグダゲット
リハッブの司令官、後半で最上階の窓からビルに押し掛けられてオートモとの戦いを静観していたが、それらが倒されたときロボコップのジェットパックの炎で両足を火傷をさせられた。
オートモ
アンドロイド、武器は日本刀。中国武術のような動きも見せる（演じているブルース・ロックは本作のために拳法、詠春拳、カンフーの訓練を受けた）。3体登場し、中盤に1体がロボコップとの戦いで倒され、終盤に2体がニコにコンピューターを書き換えられてお互いの首を刎ね合って倒れた。名前の由来は大友克洋。

## キャスト
| 役名                               | 俳優                           | 日本語吹替          | 日本語吹替                                | 日本語吹替                                |
| 役名                               | 俳優                           | ソフト版            | テレビ東京版                              | テレビ朝日版                              |
| ---------------------------------- | ------------------------------ | ------------------- | ----------------------------------------- | ----------------------------------------- |
| ロボコップ（アレックス・マーフィ） | ロバート・ジョン・バーク       | 谷口節              | 菅原正志                                  | 磯部勉                                    |
| アン・ルイス                       | ナンシー・アレン               | 小宮和枝            | 小宮和枝                                  | 小宮和枝                                  |
| マリー・ラザラス博士               | ジル・ヘネシー                 | 佐々木優子          | 勝生真沙子                                | 日野由利加                                |
| ニコ・ハローラン                   | レミー・ライアン               | 小林優子            | 岡村明美                                  | 紗ゆり                                    |
| マクダゲット隊長                   | ジョン・キャッスル             | 堀勝之祐            | 池田勝                                    | 小林勝彦                                  |
| リード警察長                       | ロバート・ドクィ               | 藤本譲              | 藤本譲                                    | 藤本譲                                    |
| オートモ                           | ブルース・ロック               | セリフなし          | セリフなし                                | セリフなし                                |
| カネミツ                           | マコ岩松                       | 麦人                | 大山高男                                  | 佐々木梅治                                |
| カネミツの側近                     | ダグ・ヤスダ                   | 小室正幸            |                                           |                                           |
| オムニ社CEO                        | リップ・トーン                 | 村松康雄            | 村松康雄                                  | 平野稔                                    |
| バーサ                             | CCH・パウンダー                | 火野カチコ          | 磯辺万沙子                                | 塩田朋子                                  |
| ザック                             | スタンリー・アンダーソン       | 石森達幸            | 塚田正昭                                  | 小島敏彦                                  |
| ドナルド･ジョンソン                | フェルトン・ペリー             | 秋元羊介            | 秋元羊介                                  | 秋元羊介                                  |
| フレック                           | ブラッドリー・ウィットフォード | 田原アルノ          | 仲野裕                                    | 仲野裕                                    |
| モレノ                             | ダニエル・フォン・バーゲン     | 立木文彦            | 立木文彦                                  | 山野史人                                  |
| クーンツ                           | スティーヴン・ルート           | 広瀬正志            | 西村知道                                  | 福田信昭                                  |
| ドネリー巡査                       | シェーン・ブラック             | 中田和宏            | 仲野裕                                    | 中田和宏                                  |
| ジェンセン巡査                     | ジョン・ネッシ                 | 稲葉実              | 宝亀克寿                                  | 堀部隆一                                  |
| セルツ                             | ジャドソン・ヴォーン           | 中田和宏            | 仲野裕                                    | 小室正幸                                  |
| デビッド・ハローラン（ニコの父）   | ジョン・ポーシー               | 小室正幸            | 秋元羊介                                  | 仲野裕                                    |
| ケイコ・ハローラン（ニコの母）     | ジョディ・ロノット             | 横尾まり            | 渡辺美佐                                  | 平井美美                                  |
| ケイシー・ウォン                   | マリオ・マシャード             | 有本欽隆            | 田原アルノ                                | 宝亀克寿                                  |
| デビー・ディックス                 | エヴァ・ラルー                 | 紗ゆり              | 渡辺美佐                                  | 沢海陽子                                  |
| リハッブ隊員#1                     | カーティス・テイラー           | 古田信幸            |                                           |                                           |
| ドーナツを食べる店員               | ジェフ・ガーリン               | 荒川太朗            |                                           |                                           |
| ガソリンスタンドの店員             | ゲイリー・ブロック             | 稲葉実              | 宝亀克寿                                  | 辻つとむ                                  |
| 強盗                               | リー・アレンバーグ             | 辻親八              | 田原アルノ                                | 宝亀克寿                                  |
| 赤い車の男                         | ジェームズ・ロリンズ           | 古田信幸            | 古田信幸                                  | 小室正幸                                  |
| ビクシー・スナイダー               | S・D・ネメス                   | 辻親八              |                                           |                                           |
| ED-209（声）                       |                                | 麦人                |                                           |                                           |
| その他又は役不明                   |                                | 星野充昭 定岡小百合 | 叶木翔子 大川透                           | 荒川太朗 伊井篤史 叶木翔子 大黒和広       |
|                                    |                                |                     |                                           |                                           |
| 演出                               |                                | 伊達康将            | 伊達康将                                  | 松川睦                                    |
| 翻訳                               |                                | 木原たけし          | 木原たけし                                | 宇津木道子                                |
| 効果                               |                                |                     | リレーション                              |                                           |
| 調整                               |                                | 荒井孝              | 高久孝雄                                  | 山田太平                                  |
| プロデューサー                     |                                | 吉岡美惠子          | 夏目健太郎 渡邉一仁                       | 福吉健 奥田創史                           |
| 担当                               |                                | 神部宗之 菊池由香   | 久保一郎 バブルネック涼                   |                                           |
| 制作                               |                                | 東北新社            | 東北新社                                  | ムービーテレビジョン スタジオ             |
| 解説                               |                                |                     | 木村奈保子                                | 淀川長治                                  |
| 初回放送                           |                                |                     | 1995年4月6日 21:02-22:54 『木曜洋画劇場』 | 1996年4月7日 21:02-22:54 『日曜洋画劇場』 |

- 再放送は主にテレビ朝日版の吹替で放送される

## スタッフ
- VFX：ティペット・スタジオ
- 音楽：ベイジル・ポールドゥリス
- 特殊メイク＆ロボスーツ製作：ロブ・ボッティン

## 作品解説

### 出演者の交代
前2作に主演していたピーター・ウェラーは『裸のランチ』出演の為スケジュールが合わず主役交代となった。
また、同じく前2作に出演していたオムニ社のオールドマン会長役のダン・オハーリーと会長の秘書役も本作には登場しない。